# Нибелунгова строфа

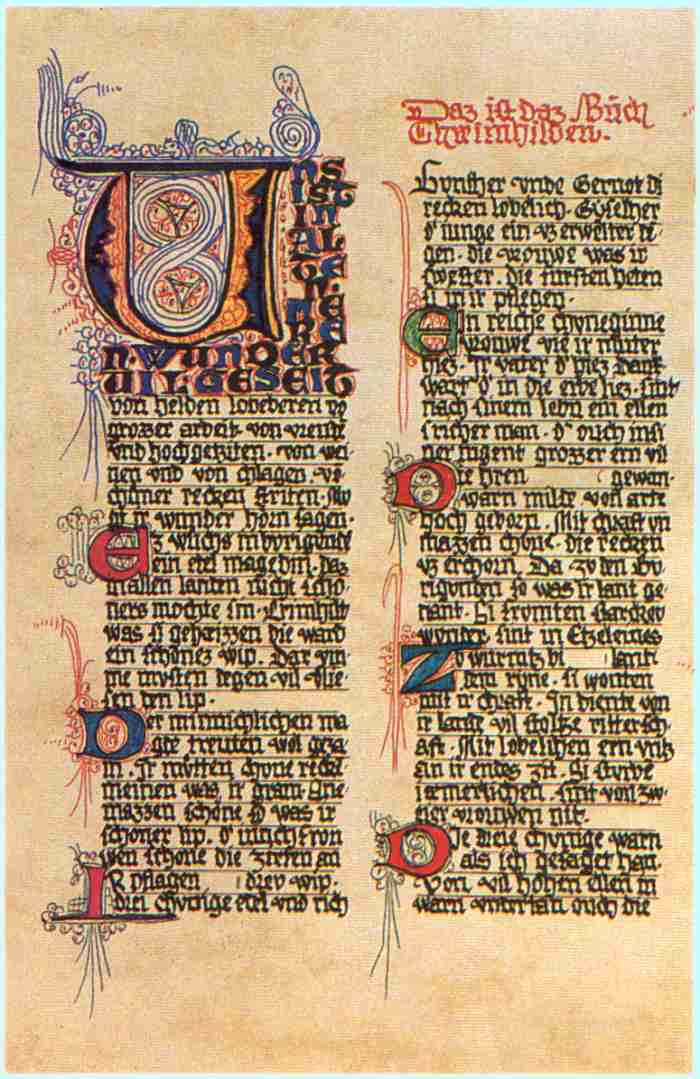
Конец второй и начало третьей авентюры «Песни о Нибелунгах»

Нибелунгова строфа (нем. Nibelungenstrophe) — строфа, которой записана «Песнь о Нибелунгах» (нем. Das Nibelungenlied) — средневековая германская эпическая поэма, созданная неизвестным автором в конце XII — начале XIII века. Нибелунгова строфа является характерной поэтической художественной формой средневекового героического эпоса, в немецкой поэзии использовалась вплоть до XX века. 

## Характеристика
Также иногда называется «кюренберговой строфой», так как до появления «Песни о Нибелунгах» такой строфой пользовался поэт-миннезингер Кюренберг (середина XII в.). По мнению немецкого медиевиста Хельмута де Бора (нем. Helmut de Boor), невозможно сказать, заимствовал ли Кюренберг метрическую «нибелунгову строфу» или же «Песнь» использует строфическую форму любовных песен Кюренберга. Иоахим Хайнцле (нем. Joachim Heinzle) считает, что «нибелунгова строфа» как структурный элемент «Песни» может восходить к устному раннесредневековому сказанию о Нибелунгах, и этот структурный элемент находится в тексте поэмы, словно «мошка в янтаре».
Формой германской поэзии на протяжении целой эпохи оставался тонический аллитерационный стих. Особенно долго эта форма сохранялась в Исландии, тогда как у континентальных германских народов уже в раннее средневековье она сменяется стихом с конечной рифмой. Эпическая поэма «Беовульф» и песни «Старшей Эдды» выдержаны в традиционной аллитерационной форме, «Песнь о нибелунгах» — в новой, основанной на рифме. Поэма в известных рукописных списках включает в себя около 2400 нибелунговых строф, делящихся на 39 авентюр (песен).

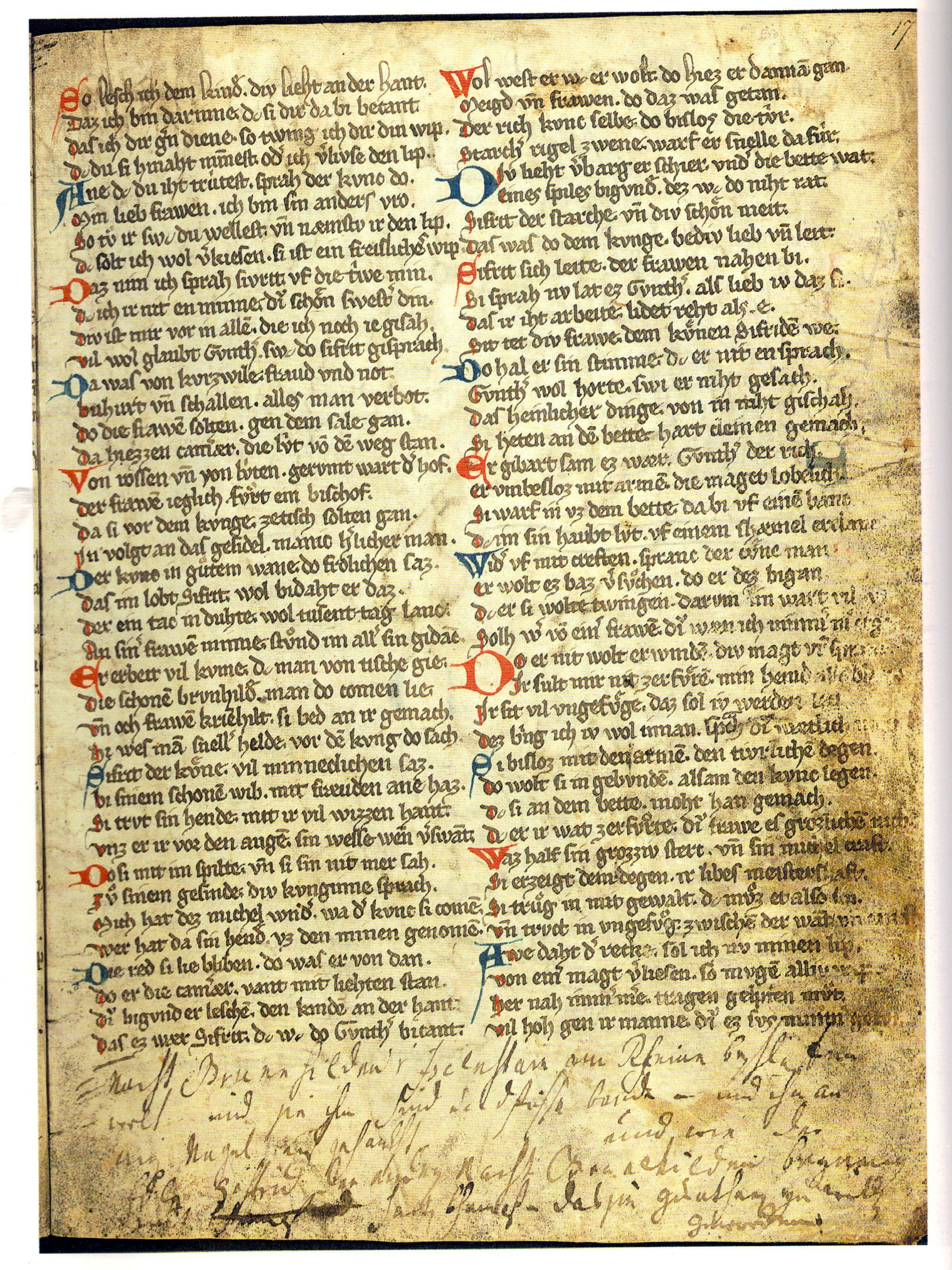
Страница рукописи «Песни о Нибелунгах» из Берлинской государственной библиотеки (mgf 474, Bl. 17r)

«Нибелунгова строфа» состоит из четырёх попарно рифмованных стихов  (так называемая смежная схема рифмовки — aabb). Каждый стих разделён на два полустишия («анверс» и «абверс») с четырьмя ударными слогами в первом полустишии, тогда как во втором полустишии первых трёх стихов — по три ударения, а во втором полустишии последнего стиха, завершающем строфу и формально и по смыслу, — четыре ударения. Иногда первые полустишия (анверсы) в строфе рифмуются перед цезурой по схеме ccdd. Как указывал швейцарский исследователь эпоса Андреас Хойслер: «Остановка в конце строфы, усиленная полным конечным стихом, обладает во многих случаях сильным художественным воздействием; в частности, она отлично способствует рельефному окончанию речи».

## Образец
Показательным примером «нибелунговой строфы» является первые стихи поэмы. Перевод «Песни о нибелунгах» со средневерхне-немецкого языка на русский не встречает таких трудностей, как перевод аллитерированной поэзии, и даёт представление о её метрической структуре:

#### «Песнь о Нибелунгах», Авентюра I
1
Полны чудес сказанья давно минувших дней
Про громкие деянья былых богатырей.
Про их пиры, забавы, несчастия и горе
И распри их кровавые услышите вы вскоре.
2
Жила в земле бургундов девица юных лет.
Знатней её и краше ещё не видел свет.
Звалась она Кримхильда и так была мила,

Что многих красота её на гибель обрекла.
(Перевод с средневерхненемецкого Ю. Б. Корнеева)

## Нибелунгова строфа в других поэмах
Нибелунгова строфа частично применяется в «Кудрун» («Гудрун», нем. Kudrun, Gudrun) — немецком средневековом эпосе. Так, наряду с нормальной «кудруновой строфой» здесь насчитывается сто правильных «нибелунговых строф», больше половины которых стоит в первой четверти поэмы. Учёные по-разному объясняют эту странность; кроме того, «кудрунову строфу» считают вариантом нибелунговой.